# 金德训
金德训（朝鲜语：／，1962年—），现任朝鲜劳动党中央委员会书记、朝鲜劳动党中央委员会部长、朝鲜劳动党中央政治局常委。曾任朝鲜内阁总理。2020年8月13日，经朝鲜国务委员会提名后，被最高人民会议常任委员会任命为总理，他也是朝鲜劳动党中央政治局常委。曾任朝鲜内阁副总理、朝鲜勞動黨中央委員會副委員長、朝鲜最高人民会议预算委员会委员长。在被最高人民会议任命为副总理之前，他曾是朝韩合作事务特别代表。